# Stadion Bima
Het Stadion Bima is een multifunctioneel stadion in Cirebon, een stad in West-Java, in Indonesië.  
Het stadion wordt vooral gebruikt voor voetbalwedstrijden, de voetbalclub PSIT Cirebon maakt gebruik van dit stadion. In het stadion is plaats voor 15.000 toeschouwers. De naam van het stadion komt van een persoon uit de Mahabharata (Bhima).